# Динамическая высота
Динамическая высота — это относительный способ указания высоты точки отличной от исходного футштока (глобальной системы высот), в отличие от ортометрической высоты или нормальной высоты. То есть динамическая высота является локальной.
Динамическая высота является наиболее подходящей мерой высоты при работе с уровненными поверхностями на большой географической территории и используется Датумом Великих Озёр в США и Канаде.
Динамическая высота постоянна, если следовать одному и тому же гравитационному потенциалу, когда они перемещаются с места на место. Из-за изменения силы тяжести поверхности, имеющие постоянную разницу в динамической высоте, могут быть ближе или дальше друг от друга в различных местах. Динамические высоты обычно выбираются так, чтобы они имели сопряжения с геоидом.
Когда оптическое выравнивание выполнено, путь близко соответствует следующему значению динамической высоты по горизонтали, но не ортометрической высоте для вертикальных изменений, измеренных на выравнивающем стержне. Таким образом, небольшие поправки должны быть применены к полевым измерениям, чтобы получить либо динамическую высоту, либо ортометрическую высоту, обычно используемую в технике. Паспорта данных Национальной Геодезической службы США дают как динамические, так и ортометрические значения.
Динамическая высота может быть вычислена с использованием нормальной силы тяжести на 45-градусной широте и геопотенциального числа местоположений.